# گورستان مانوکان
قبرستان مانوکان مربوط به دوره اشکانیان - دوره قاجار است و در شهرستان سرباز، بخش آشار، دهستان آشار، ۱۵ کیلومتری شرق شهر آشار، کنار راه خاکی آشار به ایرافشان واقع شده و این اثر در تاریخ ۳۰ بهمن ۱۳۸۶ با شمارهٔ ثبت ۲۱۱۷۷ به‌عنوان یکی از آثار ملی ایران به ثبت رسیده است.